# Alberto Maria De Agostini

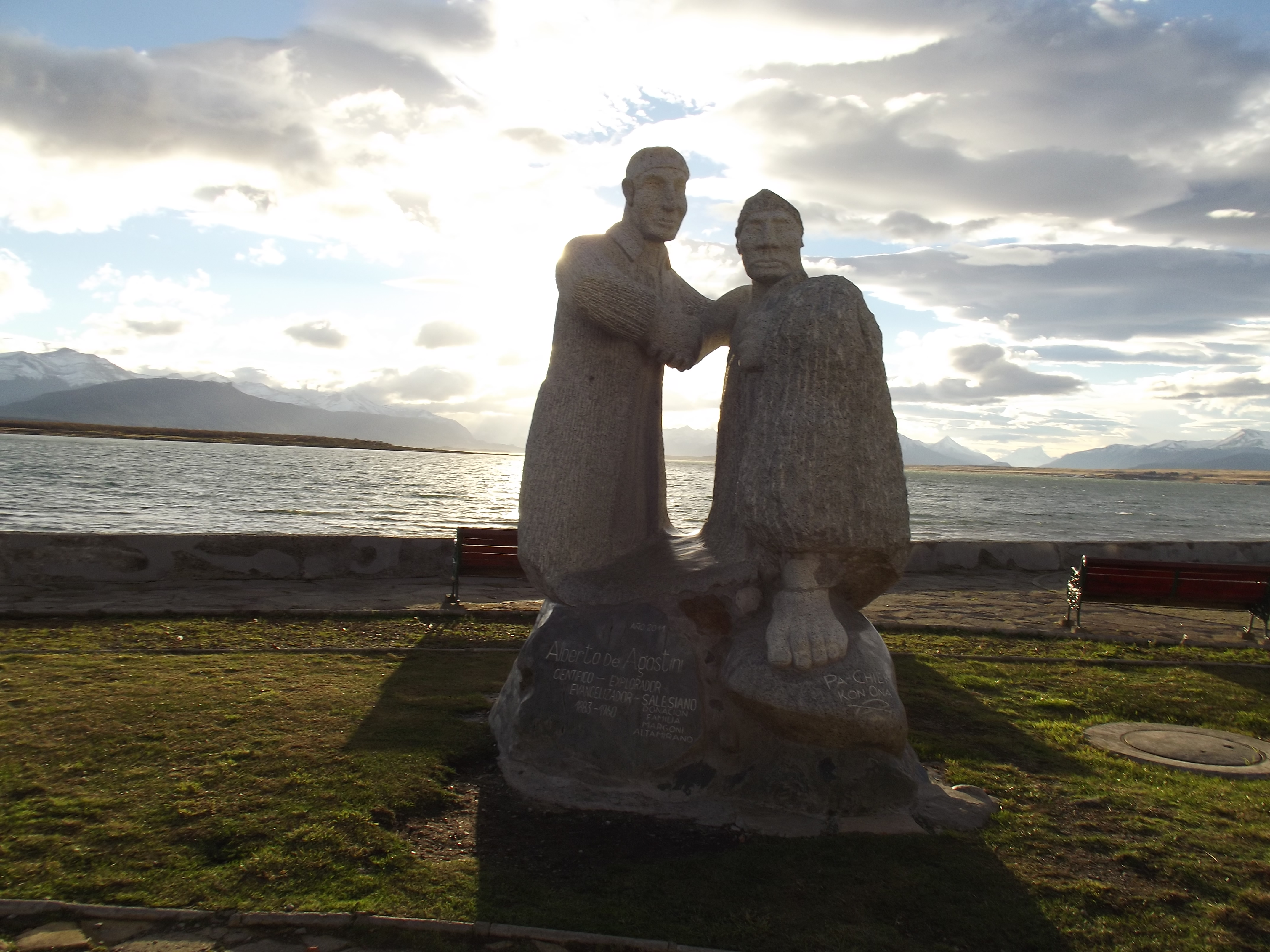
Denkmal für Alberto de Agostini in Puerto Natales

Alberto Maria De Agostini SDB (* 2. November 1883 in Pollone; † 25. Dezember 1960 in Turin) war ein italienischer Salesianer Don Boscos und Missionar, der zudem als leidenschaftlicher Bergsteiger, Forscher, Geograf, Ethnograf, Fotograf und Filmdokumentator bekannt wurde.

## Leben
Sein älterer Bruder Giovanni war der Gründer des Geografischen Instituts De Agostini in Novara.
Nachdem er in die Ordensgemeinschaft der Salesianer Don Boscos eingetreten war und 1909 zum Priester geweiht wurde, lebte er ab 1910 als Missionar in Tierra del Fuego und Patagonien zwischen Chile und Argentinien. Er war dort der Erstbesteiger einiger Gipfel und Gletscher. Andere sind nach ihm benannt worden, nachdem er sie entdeckt hatte.
Im Januar/Februar 1931 waren er, Egidio Feruglio und die Bergführer Croux und Bron die ersten, die das Campo de Hielo Sur überquerten, vom Lago Viedma (Argentinien) ausgehend bis zu den Patagonischen Tunneln des Pazifischen Ozeans und zurück.
Der Missionar stand in einer tiefen Verbindung mit den Bewohnern des Tierra de Fuego, insbesondere den Selknam.
Er hinterließ 22 Bücher und Schriftwerke in italienischer, deutscher und spanischer Sprache. Seine Sammlung aus mehreren hundert Fotografien und ein Dokumentarfilm, jeweils über Patagonien und Tierra de Fuego sowie die Einheimischen, werden im Museo Salesiano Maggiorino Borgatello in Punta Arenas verwahrt. Ein Teil der Dauerausstellung ist ihm gewidmet.
Nach Italien zurückgekehrt, starb er am Weihnachtstag 1960 in Turin.

## Wirkung

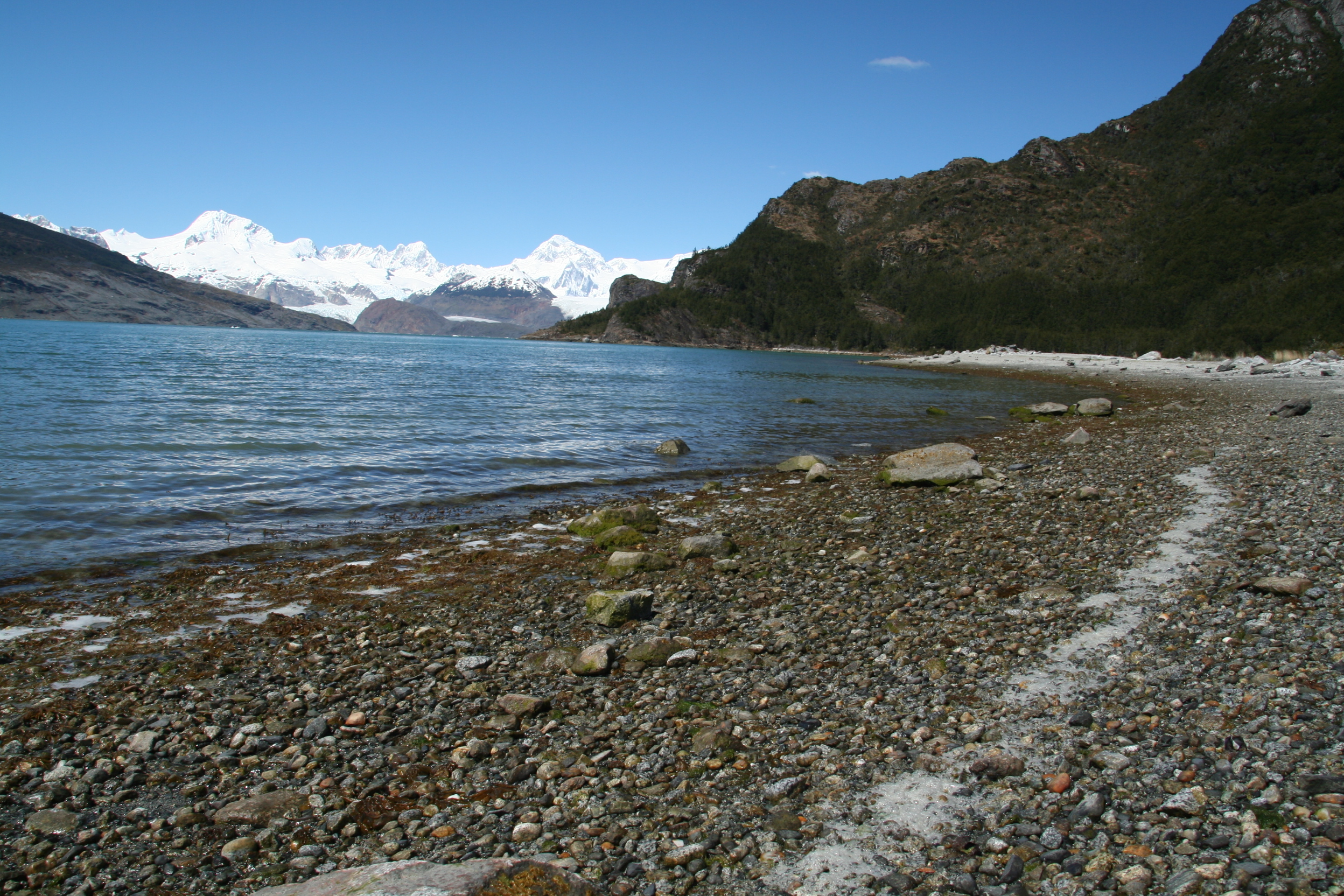
Der Gletscher Marinelli im Nationalpark Alberto de Agostini

Nach ihm wurde der Fjord benannt, den er 1913 entdeckt hatte (Agostini Fjord) sowie der Nationalpark Alberto de Agostini im westlichen Teil der Tierra del Fuego benannt, worin sich auch der De Agostini-Gletscher befindet.

## Werke
- Zehn Jahre im Feuerland: Entdeckungen und Erlebnisse, Leipzig 1924; 2. Auflage 1953
- I miei viaggi nella Terra del Fuoco, Turin 1928
- Terre Magellaniche, 1933 (Dokumentarfilm)
- La processione di Fontanamora sui monti di Oropa, 1933 (Dokumentarfilm)
- Ande Patagoniche - viaggi di esplorazione nella Cordigliera Patagonica australe, Mailand 1949
- Trenta anni nella Terra del Fuoco, Turin 1955
- Sfingi di ghiaccio, Turin 1958
- Ai limiti del mondo. Alberto M. De Agostini in Patagonia e Terra del Fuoco, 1999 (Bilder)
- La naturaleza en la América austral. Alberto M. De Agostini, 2000 (Bilder)
- In processione sui monti di Oropa. Testimonianze di Alberto Maria De Agostini, 2006 (Bilder)